# Caméo
Pour les articles homonymes, voir Cameo.
Un caméo, également appelé passage éclair ou vedette éclair (essentiellement au Québec), est, dans le monde de l'image et plus particulièrement au théâtre et au cinéma, l'apparition fugace d'une personne membre de l'équipe de tournage ou autrement célèbre. Le mot « caméo » est un terme emprunté à l'anglais qui l'a lui-même emprunté à l'italien « cameo » ou « cammeo », signifiant « camée ».

## Définition
Le caméo est avant tout un clin d'œil, c'est pourquoi il n'est généralement pas crédité. Il est bref et souvent anecdotique, car il n'influe généralement pas sur le cours de l'histoire. Il peut être ouvertement montré, ou bien décelable par les seuls spectateurs avertis.
Le caméo au cinéma se démarque de la « participation exceptionnelle » à l'affiche des films français, qui relève du rôle parlant, ce qui n'est pas nécessairement le cas pour un caméo. Il diffère également de la notion de « guest star ».
Le caméo constitue en général une marque d'estime réciproque — si le rôle est plus long qu'une simple apparition, on parle de « participation amicale » — alors que la participation exceptionnelle ne l'est pas nécessairement : un acteur prestigieux peut apparaître dans un navet aussi longtemps que le budget de la production peut le supporter, ce qui peut aller de quelques secondes à un rôle complet. C'est ainsi qu'Orson Welles a joué le roi Saül dans le péplum italien David et Goliath (1960).

## Extensions du sens

### Caméo d'un auteur
Par extension, le terme « caméo » peut désigner toute apparition d'une personne dans une œuvre où l'on ne s'attendrait pas à la voir.

#### Peinture
Au XVe siècle en Italie, il est fréquent qu'un peintre insère son portrait dans une de ses fresques, celle-ci étant de grandes dimensions et incluant de nombreux personnages. Cette apparition furtive constitue pour l'artiste une manière de signer son œuvre.

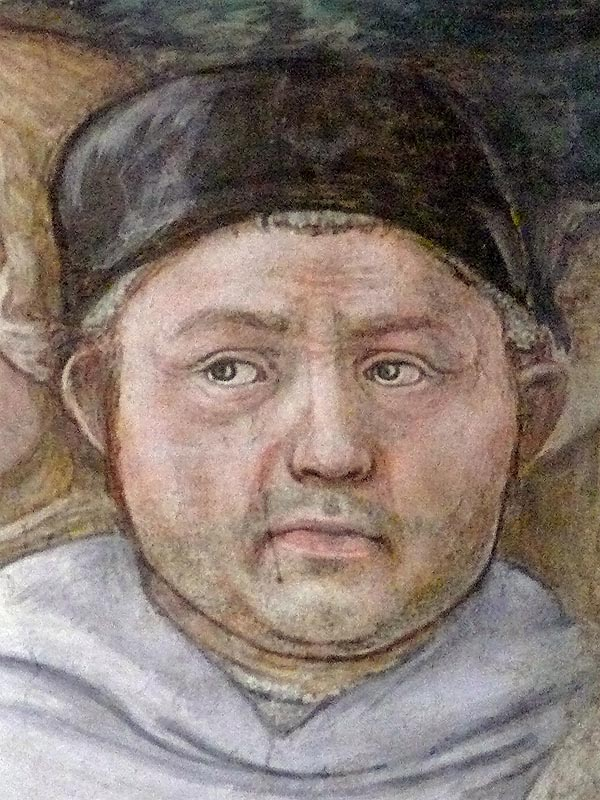
Fra Filippo Lippi dans le cycle de fresques Scènes de la vie de la Vierge, cathédrale de Spolète, vers 1457-1459.
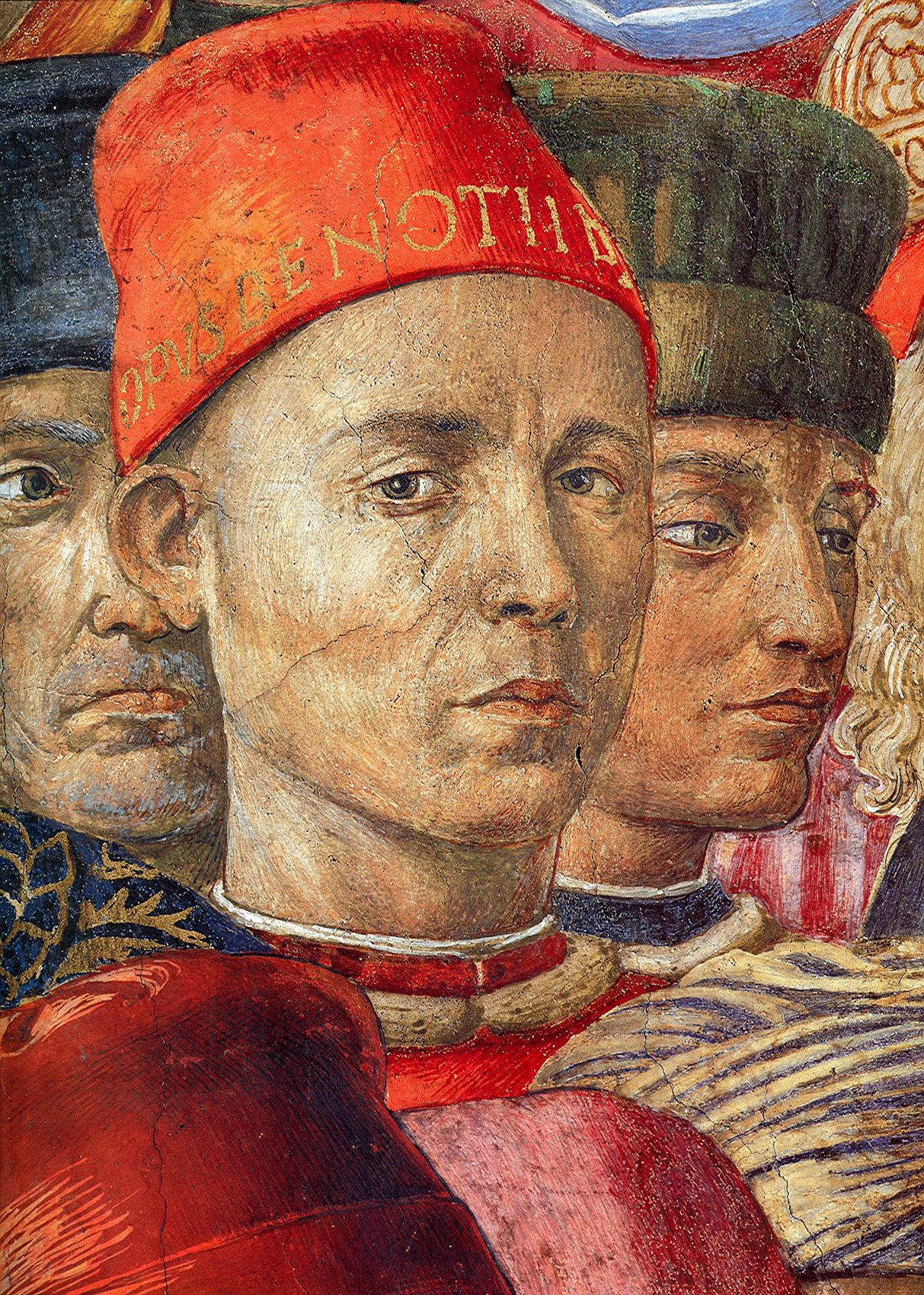
Benozzo Gozzoli dans la fresque Le Cortège des mages, Palais Medici-Riccardi, Florence, 1459.
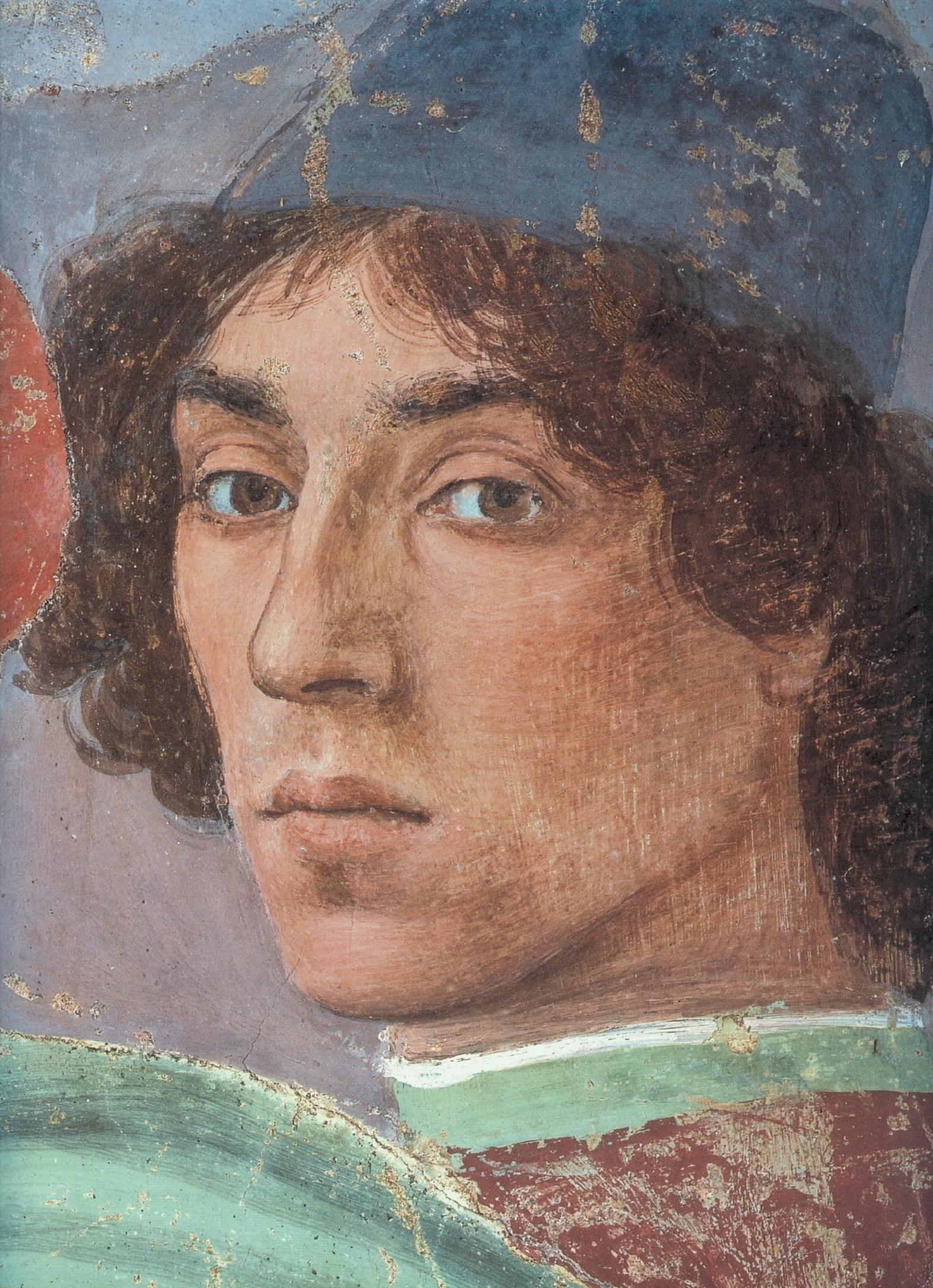
Filippino Lippi dans la fresque La dispute avec Simon le Magicien, église Santa Maria del Carmine, Florence, vers 1481.
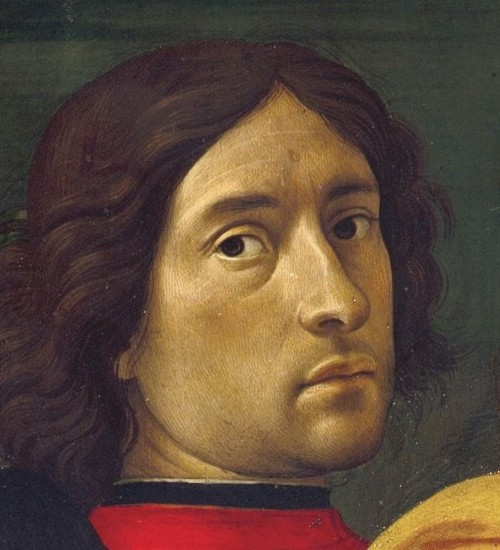
Domenico Ghirlandaio dans le tableau L’Adoration des mages, musée de l'Hôpital des Innocents, Florence, 1485-1888.

#### Bande dessinée
Hergé, créateur des Aventures de Tintin, fait apparaître Edgar Pierre Jacobs (le dessinateur de Blake et Mortimer) dans quatre albums : Tintin au Congo, les Cigares du pharaon, le Sceptre d'Ottokar et Objectif Lune ; Hergé lui-même est présent dans plusieurs albums.
De même, Uderzo et Goscinny figurent dans certaines histoires d’Astérix dont ils sont les auteurs.

#### Cinéma
C'est au cinéma que l'on rencontre le plus fréquemment les caméos.
Alfred Hitchcock en a fait une spécialité pendant cinquante ans, puisqu'on en dénombre quarante-et-un dans ses propres films, entre 1925 et 1976. Ils sont considérés comme sa signature.
Inspiré par Hitchcock, le réalisateur emblématique de la Nouvelle Vague, François Truffaut fait un caméo dans son premier long-métrage autobiographique Les Quatre Cents Coups (1959). Il apparaît lors de la scène du manège, où il accompagne discrètement Antoine Doinel dans un rotor géant pour faire une expérience anti-gravitationnelle.
Lautner fait lui aussi dans  film Marche ou crève de 1959, une apparition furtive à 1h27.
Stephen King est également connu pour recourir régulièrement au procédé depuis 1981, de même que Stan Lee et Quentin Tarantino.
Les anglophones emploient l'expression pour désigner une apparition extrêmement courte d'un personnage, même si ce personnage n'est pas du tout incongru dans l'œuvre en question (Kitty Pryde dans les deux premiers films X-Men) et même si le rôle joué n'est pas du tout négligeable dans le récit.
Un coauteur apparaît parfois dans l'œuvre. Stan Lee, cocréateur des comics Marvel, est présent en caméo dans la plupart des adaptations cinématographiques de l'univers Marvel. Charles Bukowski fait une brève apparition en pilier de comptoir, dans Barfly de Barbet Schroeder sorti en 1987, dont il a écrit le scénario (apparition d'autant plus légitime que le film s'inspire de sa propre vie).
En 1976, l'astronaute James Lovell fait une apparition dans le film de L'homme qui venait d'ailleurs de Nicolas Roeg, avec David Bowie. Il tient alors son propre rôle. En 1995, on le retrouve  à la fin du film Apollo 13, dont il est le héros. Jouant le rôle du commandant du navire de récupération du vaisseau, on le voit serrer la main de Tom Hanks, qui interprète son rôle.
En 1996, Larry Flint, objet du biopic du même titre réalisé par Milos Forman, apparaît comme le juge de son propre personnage historique.
De même, les personnalités dont la vie est adaptée en « biopic » peuvent apparaître en caméo, comme Erin Brockovich, en 2000, dans Erin Brockovich, seule contre tous, où elle apparaît à l'écran dans le rôle de la serveuse nommée Julia, et ce justement devant l'actrice Julia Roberts qui interprète le rôle de Brockovich.
Dans le même esprit, en 2014, dans Big Eyes de Tim Burton, la peintre américaine Margaret Keane peut être aperçue dans un parc sur un banc, soit derrière l'actrice Amy Adams qui l'interprète.
En France, la pneumologue Irène Frachon apparaît de manière fugitive dans le récit qui en 2016 décrit son combat contre le Mediator, La Fille de Brest.